# 島田亨
島田 亨（しまだ とおる、1965年3月3日- ）は、日本の実業家、投資家。USEN-NEXT HOLDINGS取締役副社長COO、トランスコスモスやツクイの社外取締役などを務める。かつて楽天株式会社代表取締役副社長や株式会社楽天野球団代表取締役社長を務めていた。株式会社インテリジェンス（現・パーソルキャリア株式会社）創業メンバー。

## 来歴・人物
東京都文京区出身。東海大学文学部卒業。
2000年頃より草創期ベンチャー企業を中心に複数の企業に出資しており、取締役として参画しているケースも多い。
2007年6月13日、テレビ朝日アナウンサーの石井希和と再婚。2008年4月に石井との第一子（娘）が誕生した。
三木谷浩史が楽天本社の経営業務に専心するため、2008年1月1日付けで球団役員としては会長職に退き、その後任として島田自身が球団社長兼務で球団オーナーに就任した。
海外赴任により2012年7月31日付で球団社長兼オーナーを退任するが、引き続き取締役として球団には残った。
2014年に楽天代表取締役副社長に就任、2016年3月楽天を退社した。同年6月にトランスコスモス社外取締役に就任。また同年11月、石井と離婚、長女の親権は石井が持っている。
2017年に宇野康秀が社長を務めるU-NEXTの特別顧問を得て、同社の取締役副社長COOに就任した。なお同年、U-NEXTはUSENとの経営統合により「USEN-NEXT HOLDINS」に商号変更する。加えてUSEN-NETWORKS代表取締役社長などのUSEN-NEXT　HOLDINGSの子会社取締役を兼任した。
2018年にはツクイの社外取締役に就任する。

## 東北楽天ゴールデンイーグルス
- 朝日新聞の取材に対して、「一軍の試合はあくまでビジネス」として、採算がとれないようであれば今後東北他県の球場での開催試合を減らす可能性があると発言している。真意はともかく、宮城県以外（特に秋田県や山形県）では、地元での興行主が見つからず開催が断念されている。
- 公式ホームページにおいて、ブログページ「島田のつぶやき」を設け、開幕時やドラフト会議の報告などを記載していた。
- 2005年のプロ野球ドラフト会議で片山博視、2006年のドラフトで田中将大などを抽選で獲得したため、そのくじ運から「黄金の右手」と呼ばれ、島田の手相を描いたキーホルダーが発売され、受験生などに人気が出ている[要出典]。
- 2007年の大学・社会人ドラフトでは、愛知工業大学の長谷部康平投手を楽天、西武、広島、ロッテ、中日の5球団競合の末、左手で当たりくじを引き当て、交渉権を獲得している。野村克也監督は「島田社長の黄金の左腕は健在なり。強い。いつも感心するくらい強いな」と、その引きの強さに脱帽していた[要出典][† 1]。

## 経歴
- 1987年
  - 3月 東海大学文学部広報学科広報メディア課程卒
  - 4月 株式会社リクルート入社
- 1989年
  - 6月 株式会社インテリジェンスを宇野康秀、鎌田和彦、前田徹也らと創業。その後リクルートを退社。
  - 9月 株式会社インテリジェンス取締役
- 1995年10月 株式会社インテリジェンス取締役副社長
- 2000年9月 株式会社シーズホールディングス代表取締役
- 2001年1月 株式会社日光堂（現株式会社BMB）取締役副社長
- 2004年
  - 11月 株式会社楽天野球団取締役副社長
  - 12月 同代表取締役社長
- 2005年
  - 3月 楽天株式会社取締役 執行役員 プロスポーツ事業カンパニー社長
- 2006年
  - 3月 同常務執行役員 プロスポーツ事業カンパニー社長
  - 11月 同チーフマーケティングオフィサー プロスポーツ事業長
- 2007年11月1日 フュージョン・コミュニケーションズ 代表取締役社長
- 2010年5月28日 同取締役
- 2012年
  - 4月 楽天株式会社 アジアRHQ準備室担当役員
- 2014年
  - 10月 楽天株式会社代表取締役副社長[5]
- 2016年
  - 3月 楽天株式会社退社[6]
- 2016年
  - 6月 トランスコスモス社外取締役（現任）
- 2017年
  - 1月 U-NEXT（初代法人、現USEN-NEXT　HOLDINGS）特別顧問
  - 3月 同取締役副社長COO
  - 12月 USEN-NEXT　HOLDINGS 取締役副社長COO経営企画室長（現任）
  - 12月 USEN-NETWORKS代表取締役社長
- 2018年
  - 6月 ツクイ社外取締役（現任）